# 鈴木ヨチ
鈴木 ヨチ（すずき ヨチ、1926年〈大正15年〉 - 2009年〈平成21年〉7月4日）は、日本のアイヌ文化伝承者。長年にわたって北海道ウタリ協会（現・北海道アイヌ協会）の理事を務めて、解散寸前だった同協会苫小牧支部の再建に努めた他、アイヌ文化の伝承、アイヌへの差別解消などの活動にも尽力した。

## 経歴

### 少女期 - 結婚
北海道鶴居村のアイヌの家庭で誕生した。当時は明治政府の同化政策によるアイヌへの差別の影響が強かった時代であり、尋常小学校高等科では、アイヌであることをからかわれたり、他の生徒にボールをぶつけられたりして、登校拒否になることもあった。ある教師が差別を否定して生徒たちを諭したことで、いじめは少なくなった。この教師は生徒たちに「アイヌも人間だ」と説き、この教えがヨチにとって、後年の生きる支えとなった。
1951年（昭和26年）に浦河町の病院に勤務し、仕事で知り合った男性と結婚した。ヨチは夫へ、アイヌであることを告白すると共に、アイヌの解放運動に生涯つき合ってくれるよう乞うた。夫はこの意志の強さに感銘し、夫妻で生涯を共に歩む決意をした。

### アイヌ文化伝承活動
その後は北海道ウタリ協会浦河支部の事務局長などを務め、アイヌ文化の伝承にも尽力した。1976年（昭和51年）1月に滋賀県大津市で開催された教育研究全国集会では、アイヌの権利と教育について訴えた。阪南大学教授（当時）の杉尾敏明は、この訴えについて「鈴木ヨチさんの感動的な訴えは、今年の教研でも正しく全国的な闘いと結びつく方向をさし示していた」と評価した。
同1976年に他のアイヌ女性たちと共に、日高管内の教員に呼びかけて「少数民族懇談会」を設立、30年以上にわたって副会長を務め、学校や地域での民族への偏見をなくすため、教育による差別解消に力を注いだ。
1979年（昭和54年）に、夫の仕事の都合で北海道苫小牧市に転居した。当時は北海道ウタリ協会苫小牧支部が会員の少なさで解散の危機にあったことで、支部の再建のために、夫と共に奔走した。転居当初にわずか20人ほどだった支部会員は、ヨチたちの尽力によって、約2年で100人以上に膨れ上がった。
1984年（昭和59年）に、ウタリ協会の理事に就任した。同協会の女性理事は2人目であり、その後も12年間にわたって理事を務めあげた。1990年代にアイヌ文化法制定を求める動きの中で、道内でもいち早く苫小牧の街頭に立ち、法整備の必要性を訴えた。

### 晩年
2008年（平成20年）9月、長年にわたる活動を評価され、アイヌ文化振興・研究推進機構によるアイヌ文化賞を受賞した。「表彰はウタリ全体のもの」と喜んでいたが、わずか数日後にくも膜下出血で倒れた。約10か月の闘病生活の最中、「アイヌにとってこれからが本当の戦い。再起して活動を続けたい」と願い続けていたものの、翌2009年7月に急性肺炎により、満82歳で死去した。
夫は「民族の権利回復に向け妻は全力で生きてきた」、ウタリ協会苫小牧支部の部長である沢田一憲は「ヨチさんは差別に対して立ち向かった。2人が支部を引っ張ったから今がある」、と振り返った。